# Werner Klein (Politiker, 1914)
Werner Klein (* 25. September 1914 in Grenzhausen; † 18. November 1964 in Höhr-Grenzhausen) war ein deutscher Unternehmer und Politiker (FDP).

## Leben
Klein besuchte bis 1924 die Volksschule, wechselte im Anschluss auf die Mittelschule und legte 1933 das Abitur an der Oberrealschule in Wuppertal-Barmen ab. Danach leistete er Reichsarbeitsdienst und betätigte sich hauptberuflich als Geländesportlehrer und Jungvolkführer. Er ging 1936 als Berufssoldat zur Wehrmacht, wurde 1938 zum Offizier befördert und nahm nach Kriegsausbruch am Zweiten Weltkrieg teil, zuletzt als Hauptmann der Luftnachrichtentruppe. Bei Kriegsende geriet er in Gefangenschaft, aus der er Ende 1945 entlassen wurde.
Nach der Entlassung aus der Kriegsgefangenschaft absolvierte Klein von 1946 bis 1949 eine technische und kaufmännische Ausbildung. Im Anschluss arbeitete er im elterlichen Landmaschinenbetrieb in Höhr-Grenzhausen, an dem er sich 1952 als Mitinhaber beteiligte. Neben seiner beruflichen Tätigkeit war er Vorsitzender des Fachverbandes Landmaschinen Rheinland-Rheinhessen.
Klein trat 1949 in die FDP ein und wurde 1954 zum Kreisvorsitzenden der Liberalen im Unterwesterwaldkreis gewählt. Ab 1952 war er Mitglied des Stadtrates und ab 1956 Beigeordneter der Stadt Höhr-Grenzhausen. Im Kreistag des Unterwesterwaldkreises, dem er seit 1952 angehörte, war er Vorsitzender der FDP-Fraktion. Vom 9. April 1954 bis zu seiner Mandatsniederlegung am 25. April 1955 sowie vom 5. Januar 1959 bis zum Ablauf der dritten Legislaturperiode war er Mitglied des Rheinland-Pfälzischen Landtages. Beide Male war er für den ausgeschiedenen Abgeordneten Wilhelm Nowack über einen Listenplatz der FDP in den Landtag nachgerückt.